# Termas de Aguas Calientes
Las termas Aguas Calientes son manantiales termales ubicados en la Región de Los Lagos y que son utilizados para fines medicinales y turísticos.

## Características
El Servicio Nacional de Turismo lo describe como:
Forman parte del Parque Nacional Puyehue. Estas termas se encuentra cercana a las Termas de Puyehue, y el centro de esquí de Antillanca. El complejo turístico Aguas Calientes en el Parque Nacional Puyehue está dotado de una moderna infraestructura la cual presenta cabañas, dos piscinas termales (una techada y la otra al aire libre, junto al río Chanleulfú, donde las agua termales surgen en forma natural). En los alrededores hay muchas actividades para realizar, como pesca deportiva, caminatas y paseos por senderos para observar la naturaleza o tomar fotografías. También existen espacios para realizar picnic.